# Osiedle Leśne (Zielona Góra)
Osiedle Leśne – osiedle domków jednorodzinnych i bloków mieszkalnych w Zielonej Górze. Znajduje się w lesie niedaleko od trasy wylotowej do Krosna Odr.
Nazwa osiedla została nadana uchwałą Rady Miasta Zielona Góra.
Osiedle posiada połączenie komunikacją miejską. Przewidywane jest również powstanie przystanku kolejowego.

## Ulice na osiedlu
- ul.Grabowa
- ul. Cyprysowa
- ul. Świerkowa
- ul. Jesionowa
- ul. Cisowa
- ul. Modrzewiowa